# 10 octobre 1907
Le 10 octobre 1907 est le 283e jour de l'année 1907 du calendrier grégorien. Il s'agit d'un jeudi. 

## Événements
- Classement de la Cathédrale Saint-Étienne de Saint-Brieuc au titre des monuments historiques.
- Mise en activité du premier puits de la fosse Agache par la Compagnie des mines d'Anzin à Fenain[1].
- Antoine Depage et son épouse Marie Depage fondent l'École belge d'infirmières diplômées.

## Naissances
- Edward Dawson, joueur canadien de basket -ball
- Wanda Jakubowska, réalisatrice polonaise.

## Décès
- Adolf Furtwängler (°30 juin 1853) archéologue et historien de l'art allemand. Il est le père du chef d'orchestre Wilhelm Furtwängler et cousin du mathématicien Philipp Furtwängler.
- Charles Dancla (°19 décembre 1817) violoniste et compositeur français.
- Cassie Chadwick (en) (°10 octobre 1857), fraudeuse canadienne qui s'est faite passée pour la fille illégitime d'Andrew Carnegie